# Venezuela op de Olympische Zomerspelen 2020
Venezuela nam deel aan de Olympische Zomerspelen 2020 in Tokio, Japan.

## Medailleoverzicht
| Medaille | Naam                | Sport         | Onderdeel              | Datum      |
| -------- | ------------------- | ------------- | ---------------------- | ---------- |
| Goud     | Yulimar Rojas       | Atletiek      | hink-stap-springen (v) | 1 augustus |
|          |                     |               |                        |            |
| Zilver   | Julio Mayora        | Gewichtheffen | -73kg (m)              | 28 juli    |
| Zilver   | Keydomar Vallenilla | Gewichtheffen | -96kg (m)              | 31 juli    |
| Zilver   | Daniel Dhers        | Wielersport   | BMX freestyle (m)      | 1 augustus |

## Atleten
| sport          | mannen | vrouwen | totaal |
| -------------- | ------ | ------- | ------ |
| Atletiek       | 0      | 4       | 4      |
| Boksen         | 3      | 1       | 4      |
| Gewichtheffen  | 2      | 2       | 4      |
| Golf           | 1      | 0       | 1      |
| Judo           | 0      | 3       | 3      |
| Karate         | 2      | 1       | 3      |
| Roeien         | 2      | 0       | 2      |
| Schermen       | 2      | 0       | 2      |
| Schietsport    | 1      | 0       | 1      |
| Schoonspringen | 1      | 0       | 1      |
| Volleybal      | 12     | 0       | 12     |
| Wielersport    | 2      | 0       | 2      |
| Zeilen         | 1      | 0       | 1      |
| Zwemmen        | 2      | 2       | 4      |
| totaal         | 31     | 13      | 44     |

## Deelnemers en resultaten

### Atletiek
Vrouwen
Technische nummers
| atlete           | onderdeel            | kwalificaties | kwalificaties | finale         | finale         |
| atlete           | onderdeel            | afstand       | rang          | afstand        | rang           |
| ---------------- | -------------------- | ------------- | ------------- | -------------- | -------------- |
| Robeilys Peinado | polsstokhoogspringen | 4,55          | 1 q           | 4,50           | 8              |
| Yulimar Rojas    | hink-stap-springen   | 14,77         | 1 Q           | 15,67 WR       | Goud           |
| Ahymara Espinoza | kogelstoten          | 17,17         | 25            | niet geplaatst | niet geplaatst |
| Rosa Rodríguez   | kogelslingeren       | 68,23         | 22            | niet geplaatst | niet geplaatst |

### Boksen
Alle Venezolaanse boksers wisten zich te kwalificeren op basis van hun plaats in de rangschikking. De kwalificatie kwam op deze manier tot stand, omdat het Pan-Amerikaans Olympische kwalificatietoernooi 2021 in Buenos Aires, Argentinië geannuleerd werd omwille van de COVID-pandemie.
Gabriel Maestra trok zich nog voor de Spelen terug om zich te kunnen concentreren op een professionele bokscarrière.
Mannen
| atleet          | onderdeel        | eerste ronde         | tweede ronde         | kwartfinale          | halve finale         | finale               | rang           |
| atleet          | onderdeel        | tegenstander uitslag | tegenstander uitslag | tegenstander uitslag | tegenstander uitslag | tegenstander uitslag | rang           |
| --------------- | ---------------- | -------------------- | -------------------- | -------------------- | -------------------- | -------------------- | -------------- |
| Yoel Finol      | vlieggewicht     | Tanaka V 0 – 5       | niet geplaatst       | niet geplaatst       | niet geplaatst       | niet geplaatst       | niet geplaatst |
| Gabriel Maestre | weltergewicht    | terugtrekking        | terugtrekking        | terugtrekking        | terugtrekking        | terugtrekking        | terugtrekking  |
| Nalek Korbaj    | halfzwaargewicht | Houmri V 2 - 3       | niet geplaatst       | niet geplaatst       | niet geplaatst       | niet geplaatst       | niet geplaatst |

Vrouwen
| atlete          | onderdeel    | eerste ronde         | tweede ronde         | kwartfinale          | halve finale         | finale               | rang           |
| atlete          | onderdeel    | tegenstander uitslag | tegenstander uitslag | tegenstander uitslag | tegenstander uitslag | tegenstander uitslag | rang           |
| --------------- | ------------ | -------------------- | -------------------- | -------------------- | -------------------- | -------------------- | -------------- |
| Irismar Cardozo | vlieggewicht | Sorrentino V 0 - 5   | niet geplaatst       | niet geplaatst       | niet geplaatst       | niet geplaatst       | niet geplaatst |

### Gewichtheffen
Mannen
| atleet              | onderdeel | trekken | trekken | stoten | stoten | totaal | rang   |
| atleet              | onderdeel | score   | rang    | score  | rang   | totaal | rang   |
| ------------------- | --------- | ------- | ------- | ------ | ------ | ------ | ------ |
| Julio Mayora        | -73 kg    | 156     | 2       | 190    | 2      | 346    | Zilver |
| Keydomar Vallenilla | -96 kg    | 177     | 2       | 210    | 2      | 387    | Zilver |

Vrouwen
| atleet            | onderdeel | trekken | trekken | stoten | stoten | totaal | rang |
| atleet            | onderdeel | score   | rang    | score  | rang   | totaal | rang |
| ----------------- | --------- | ------- | ------- | ------ | ------ | ------ | ---- |
| Yusleidy Figueroa | -59 kg    | 91      | 7       | 115    | 5      | 206    | 6    |
| Naryury Pérez     | -87 kg    | 112     | 4       | 130    | 8      | 242    | 7    |

### Golf
Mannen
| atleet          | onderdeel | eerste ronde | tweede ronde | derde ronde | vierde ronde | totaal | totaal | totaal |
| atleet          | onderdeel | score        | score        | score       | score        | score  | par    | rang   |
| --------------- | --------- | ------------ | ------------ | ----------- | ------------ | ------ | ------ | ------ |
| Jhonattan Vegas | mannen    | 66           | 70           | 70          | 67           | 273    | -11    | 16     |

### Judo
Vrouwen
| atlete             | onderdeel | eerste ronde           | tweede ronde                | kwartfinale          | halve finale         | herkansing             | finale / BM                 | finale / BM    |
| atlete             | onderdeel | tegenstander uitslag   | tegenstander uitslag        | tegenstander uitslag | tegenstander uitslag | tegenstander uitslag   | tegenstander uitslag        | rang           |
| ------------------ | --------- | ---------------------- | --------------------------- | -------------------- | -------------------- | ---------------------- | --------------------------- | -------------- |
| Anriquelis Barrios | −63 kg    | Davydova W 010-000     | del Toro Carvajal W 010-000 | Trstenjak V 001-010  | niet geplaatst       | Ozdoba-Blach W 001-000 | Beauchemin-Pinard V 000-001 | 5              |
| Elvismar Rodríguez | −70 kg    | Scocciomarro V 000–001 | niet geplaatst              | niet geplaatst       | niet geplaatst       | niet geplaatst         | niet geplaatst              | niet geplaatst |
| Karen León         | −78 kg    | Sampaio V 000-010      | niet geplaatst              | niet geplaatst       | niet geplaatst       | niet geplaatst         | niet geplaatst              | niet geplaatst |

### Karate

#### Kata
Antonio Díaz kon zich rechtstreeks kwalificeren voor de Spelen als winnaar van de Pan-Amerikaanse Spelen 2019 in de categorie Kata. Oorspronkelijk plande hij om te stoppen in 2020, maar hij stelde dit uit omwille van de uitgestelde Spelen. De Olympische Spelen 2020 waren zijn laatste wedstrijd. Later vertelde hij dat hij het spijtig vond dat dit zonder toeschouwers plaatsvond, maar zijn vrouw verzekerde hem dat er geen groter publiek was dan alle mensen die van thuis uit over de hele wereld naar de Olympische Spelen zouden kijken.
Mannen
| Atleet       | Onderdeel | Eliminatie | Eliminatie | Ranking | Ranking | Finale / BM            | Finale / BM |
| Atleet       | Onderdeel | Score      | Rang       | Score   | Rang    | Tegenstander Resultaat | Rang        |
| ------------ | --------- | ---------- | ---------- | ------- | ------- | ---------------------- | ----------- |
| Antonio Díaz | mannen    | 26,07      | 3 Q        | 26,28   | 3       | Torres V 26,34 - 26,72 | 4           |

#### Kumite
Mannen
| Atleet        | Onderdeel | Groupsfase             | Groupsfase             | Groupsfase             | Groupsfase             | Groupsfase | Halve Finale           | Finale                 | Finale         |
| Atleet        | Onderdeel | Tegenstander Resultaat | Tegenstander Resultaat | Tegenstander Resultaat | Tegenstander Resultaat | Rang       | Tegenstander Resultaat | Tegenstander Resultaat | Rang           |
| ------------- | --------- | ---------------------- | ---------------------- | ---------------------- | ---------------------- | ---------- | ---------------------- | ---------------------- | -------------- |
| Andrés Madera | −67 kg    | Kalniņš V 2 - 4        | Derafshipour V 3 - 9   | Da Costa V 0 - 2       | Al-Masatfa V 1 - 4     | 5          | niet geplaatst         | niet geplaatst         | niet geplaatst |

Vrouwen
| Atleet                           | Onderdeel | Groupsfase             | Groupsfase             | Groupsfase             | Groupsfase             | Groupsfase | Halve Finale           | Finale                 | Finale         |
| Atleet                           | Onderdeel | Tegenstander Resultaat | Tegenstander Resultaat | Tegenstander Resultaat | Tegenstander Resultaat | Rang       | Tegenstander Resultaat | Tegenstander Resultaat | Rang           |
| -------------------------------- | --------- | ---------------------- | ---------------------- | ---------------------- | ---------------------- | ---------- | ---------------------- | ---------------------- | -------------- |
| Leïla Heurtault Claudymar Garcés | −61 kg    | Heurtault W 8 - 0      | Yin V 0 - 2            | Çoban V 2 - 6          | Someya W 8 - 5         | 2          | niet geplaatst         | niet geplaatst         | niet geplaatst |

### Roeien
Mannen
| atleet                  | onderdeel   | series  | series | herkansingen | herkansingen | kwartfinale | kwartfinale | halve finale | halve finale | finale  | finale |
| atleet                  | onderdeel   | tijd    | rang   | tijd         | rang         | tijd        | rang        | tijd         | rang         | tijd    | rang   |
| ----------------------- | ----------- | ------- | ------ | ------------ | ------------ | ----------- | ----------- | ------------ | ------------ | ------- | ------ |
| César Amaris José Güipe | dubbel-twee | 6.46,11 | 5 H    | 7.01,46      | 5 FC         | n.v.t.      | n.v.t.      | bye          | bye          | 6.36,37 | 15     |

Legenda: FA=finale A (medailles); FB=finale B (geen medailles); FC=finale C (geen medailles); FD=finale D (geen medailles); FE=finale E (geen medailles); FF=finale F (geen medailles); HA/B=halve finale A/B; HC/D=halve finale C/D; HE/F=halve finale E/F; KF=kwartfinale; H=herkansing

### Schermen
Mannen
| atleet        | onderdeel | eerste ronde         | tweede ronde         | derde ronde          | kwartfinale          | halve finale         | finale / BM          | finale / BM    |
| atleet        | onderdeel | tegenstander uitslag | tegenstander uitslag | tegenstander uitslag | tegenstander uitslag | tegenstander uitslag | tegenstander uitslag | rang           |
| ------------- | --------- | -------------------- | -------------------- | -------------------- | -------------------- | -------------------- | -------------------- | -------------- |
| Rubén Limardo | degen     | bye                  | Cannone V 12 - 15    | niet geplaatst       | niet geplaatst       | niet geplaatst       | niet geplaatst       | niet geplaatst |
| José Quintero | sabel     | Yoshida W 15 - 13    | Szilágyi V 7 - 15    | niet geplaatst       | niet geplaatst       | niet geplaatst       | niet geplaatst       | niet geplaatst |

### Schietsport
Mannen
| atlete      | onderdeel               | kwalificaties | kwalificaties | finale         | finale         |
| atlete      | onderdeel               | punten        | rang          | punten         | rang           |
| ----------- | ----------------------- | ------------- | ------------- | -------------- | -------------- |
| Julio Iemma | 10 m luchtgeweer        | 618,3         | 43            | niet geplaatst | niet geplaatst |
| Julio Iemma | 50 m geweer 3 houdingen | 1132          | 39            | niet geplaatst | niet geplaatst |

### Schoonspringen
Mannen
| atlete      | onderdeel  | series | series | halve finale   | halve finale   | finale         | finale         |
| atlete      | onderdeel  | punten | rang   | punten         | rang           | punten         | rang           |
| ----------- | ---------- | ------ | ------ | -------------- | -------------- | -------------- | -------------- |
| Óscar Ariza | 10 m toren | 327,05 | 22     | niet geplaatst | niet geplaatst | niet geplaatst | niet geplaatst |

### Volleybal

#### Zaalvolleybal
Mannen
| Atleten | Discipline | Resultaat  | Prestatie |
| --- | ---------- | ---------- | --------- |
| Armando Velásquez Fernando González Héctor Mata Emerson Rodríguez Robert Oramas Edson Valencia José Carrasco José Verdi Eliécer Canelo Luis Arias Ronald Fayola Willner Rivas | zaal       | groepsfase | zie onder |

| # | Ploeg     | Punten | Wedstrijden | Wedstrijden | Wedstrijden | Sets | Sets | Sets  |
| # | Ploeg     | Punten | G           | W           | V           | W    | V    | Ratio |
| - | --------- | ------ | ----------- | ----------- | ----------- | ---- | ---- | ----- |
| 1 | Polen     | 13     | 5           | 4           | 1           | 14   | 4    | +10   |
| 2 | Italië    | 11     | 5           | 4           | 1           | 12   | 7    | +5    |
| 3 | Japan     | 8      | 5           | 3           | 2           | 10   | 9    | +1    |
| 4 | Canada    | 7      | 5           | 2           | 3           | 9    | 9    | 0     |
| 5 | Iran      | 6      | 5           | 2           | 3           | 9    | 11   | -2    |
| 6 | Venezuela | 0      | 5           | 0           | 5           | 1    | 15   | -14   |

| Ronde           | Datum          | Lokale tijd    | MEZT           | Land           | Score          | Land           |
| --------------- | -------------- | -------------- | -------------- | -------------- | -------------- | -------------- |
| Groepsfase      |                |                |                |                |                |                |
| 24 juli 2021    | 17:05          | 10:05          | Japan          | 3 - 0          | Venezuela      |                |
| 26 juli 2021    | 09:00          | 02:00          | Iran           | 3 - 0          | Venezuela      |                |
| 28 juli 2021    | 17:15          | 10:15          | Polen          | 3 - 1          | Venezuela      |                |
| 30 juli 2021    | 09:00          | 02:00          | Canada         | 3 - 0          | Venezuela      |                |
| 1 augustus 2021 | 16:25          | 09:25          | Italië         | 3 - 0          | Venezuela      |                |
| Kwartfinale     | niet geplaatst | niet geplaatst | niet geplaatst | niet geplaatst | niet geplaatst | niet geplaatst |
| Halve finale    | niet geplaatst | niet geplaatst | niet geplaatst | niet geplaatst | niet geplaatst | niet geplaatst |
| Finale          | niet geplaatst | niet geplaatst | niet geplaatst | niet geplaatst | niet geplaatst | niet geplaatst |

### Wielersport

#### BMX
Mannen
Freestyle
| atleet       | onderdeel | plaatsingsronde | plaatsingsronde | finale | finale |
| atleet       | onderdeel | score           | rang            | score  | rang   |
| ------------ | --------- | --------------- | --------------- | ------ | ------ |
| Daniel Dhers | freestyle | 85,10           | 3               | 92,05  | Zilver |

#### Wegwielrennen
Mannen
| atleet       | onderdeel    | tijd   | rang   |
| ------------ | ------------ | ------ | ------ |
| Orluis Aular | wegwedstrijd | opgave | opgave |

### Zeilen
Mannen
| atleet      | onderdeel | race | race | race | race | race | race | race | race | race | race | race   | race   | race           | netto punten | eindnotering |
| atleet      | onderdeel | 1    | 2    | 3    | 4    | 5    | 6    | 7    | 8    | 9    | 10   | 11     | 12     | M              | netto punten | eindnotering |
| ----------- | --------- | ---- | ---- | ---- | ---- | ---- | ---- | ---- | ---- | ---- | ---- | ------ | ------ | -------------- | ------------ | ------------ |
| Andrés Lage | finn      | 15   | 18   | 18   | 18   | 19   | 18   | 18   | 17   | 19   | 13   | n.v.t. | n.v.t. | niet geplaatst | 154          | 18           |

### Zwemmen
Mannen
| atleet         | onderdeel        | series  | series | halve finale   | halve finale   | finale         | finale         |
| atleet         | onderdeel        | tijd    | rang   | tijd           | rang           | tijd           | rang           |
| -------------- | ---------------- | ------- | ------ | -------------- | -------------- | -------------- | -------------- |
| Alberto Mestre | 50 m vrije slag  | 21,96   | 14 Q   | 22,22          | 15             | niet geplaatst | niet geplaatst |
| Alberto Mestre | 100 m vrije slag | 49,44   | 33     | niet geplaatst | niet geplaatst | niet geplaatst | niet geplaatst |
| Alfonso Mestre | 400 m vrije slag | 3.47,14 | 16     | n.v.t.         | n.v.t.         | niet geplaatst | niet geplaatst |
| Alfonso Mestre | 800 m vrije slag | 7.52,07 | 15     | n.v.t.         | n.v.t.         | niet geplaatst | niet geplaatst |

Vrouwen
| atlete        | onderdeel         | series  | series | halve finale   | halve finale   | finale         | finale         |
| atlete        | onderdeel         | tijd    | rang   | tijd           | rang           | tijd           | rang           |
| ------------- | ----------------- | ------- | ------ | -------------- | -------------- | -------------- | -------------- |
| Jeserik Pinto | 50 m vrije slag   | 25,65   | 32     | niet geplaatst | niet geplaatst | niet geplaatst | niet geplaatst |
| Jeserik Pinto | 100 m vlinderslag | 1.00,60 | 29     | niet geplaatst | niet geplaatst | niet geplaatst | niet geplaatst |
| Paola Pérez   | 10 km open water  | n.v.t.  | n.v.t. | n.v.t.         | n.v.t.         | 2.05.45,0      | 20             |